# 주곡률
미분기하학에서 주곡률(主曲率, 영어: principal curvature)은 곡면이 각 방향에 따라 굽은 정도를 나타내는 값들이며, 제2 기본 형식의 고윳값들이다.

## 정의
d+1차원 리만 다양체 {\displaystyle (M,g)} 속에 여차원이 1인 부분다양체 {\displaystyle i\colon \Sigma \hookrightarrow M}가 매장돼 있다고 하자. 그렇다면, {\displaystyle \Sigma }의 제2 기본 형식 {\displaystyle \operatorname {II} }과 제1 기본 형식 {\displaystyle \operatorname {I} }를 사용해 다음과 같은 (1,1)-텐서를 정의할 수 있다.
{\displaystyle S_{\alpha }^{\gamma }=\operatorname {II} _{\alpha \beta }(\operatorname {I} ^{-1})^{\beta \gamma }}
이 텐서를 모양 연산자(영어: shape operator)라고 한다. {\displaystyle \Sigma }의 주곡률은 그 모양 연산자의 고윳값들이다. 즉, 주곡률 {\displaystyle \kappa _{i}}는 다음을 만족시킨다.
{\displaystyle \det(S_{\beta }^{\alpha }-\kappa _{i}\delta _{\beta }^{\alpha })=0}
모양 연산자의 행렬식, 즉 주곡률들의 곱을 가우스 곡률 {\displaystyle K}라고 하고, 대각합의 1/d, 즉 주곡률들의 평균을 평균 곡률(영어: mean curvature) {\displaystyle H}라고 한다.
{\displaystyle K=\det S_{\Sigma }=\kappa _{1}\kappa _{2}\cdots \kappa _{d}}
{\displaystyle H={\frac {1}{d}}\operatorname {tr} S_{\Sigma }={\frac {\kappa _{1}+\kappa _{2}+\cdots +\kappa _{d}}{d}}}

## 분류
여차원이 1인 부분다양체 {\displaystyle \Sigma \subset M}의 점 {\displaystyle p\in \Sigma }는 모양 연산자의 계량 부호수에 따라 분류된다.
- 타원점(영어: elliptic point)에서는 모양 연산자가 양의 정부호이다. 즉, 모든 주곡률들이 양수이다.
  - 배꼽점(영어: umbilic point)에서는 모든 주곡률들이 같으며 양수이다. 이 점에서 곡면은 국소적으로 구면처럼 보인다.
- 포물점(영어: parabolic point)에서는 모든 주곡률들이 양수이거나 0이고, 적어도 한 주곡률이 0이다.
- 쌍곡점(영어: hyperbolic point)에서는 적어도 한 주곡률이 음수이다.

## 같이 보기
- 지구 반경

## 참고 문헌
- 원대연; 이난이 (2014). 《미분기하학 입문》. 경문사. ISBN 978-89-6105-780-6. 2014년 5월 12일에 원본 문서에서 보존된 문서. 2014년 5월 11일에 확인함.
- Spivak, Michael (1999). 《A comprehensive introduction to differential geometry, volume 3》 (영어). Publish or Perish. ISBN 0-914098-72-1.